# 乾隆皇君臣鬥智 (電影)
《乾隆皇君臣鬥智》（英語：The emperor and the minister），是1982年邵氏出品的一部香港喜劇電影，由李翰祥執導，為劉永系列乾隆的最後一部完結作品，故事取材于乾隆下江南之野史以及民間傳奇。

## 劇情簡介
电影用倒敘法述說劉鑼鍋(劉墉)與乾隆皇的回憶，自從避暑行宮封以鑼鍋名號後已經過了16年來到乾隆32年，乾隆皇君臣又經歷了許多冒險故事，一日在殿上畫師描繪乾隆像，他假意睏倦要劉墉穿上龍袍坐龍椅代替，其實是要藉故調侃找麻煩，取消其鑼鍋賜名並收回皇帝賜名伴隨的每年2萬兩俸祿。
之後殿上君臣三人開始回憶起16年間的冒險點滴，當年在蘇州觀看四不像鬥嘴，最後山野迷路誤入丐幫和黑店客棧，遇到流氓和尚團夥後行俠仗義，最後發現其實所有人是一幫串通好的漢人反叛集團，意圖反清復明，認為竄改詔書「傳位于四太子」的故事為真所以謀反有正當性，殊不知乾隆證明所有詔書都是五族文字書寫，並非只有中文，所以傳言故事純屬子虛烏有。之後趁亂逃出後遇到好心乞丐，將餿水充當珍珠翡翠白玉羹，救了皇上一命。
回憶完結後乾隆藉故調侃劉鑼鍋是狡詐之徒，現在又穿龍袍坐龍椅是大不敬要收回賜名，不料畫師將畫呈上故意把五爪金龍畫成四爪的王爺袍，劉墉趁勢表明畫的是王爺像就沒有不敬，順便謝恩皇上賜與王爺爵位，每年又多了4萬兩俸祿。

## 暗喻
本作劇本適逢中國大陸文革結束的改革開放初期，所以劇中暗埋一些反諷橋段，例如叛亂團夥挾持君臣一行藏在名為「大寨」的糧庫中，最後官兵疑問怎麼刀子插入都沒有米流出，看守才說米糧數字都是虛報，比喻「农业学大寨」運動。另有爭論傳位于四太子時乾隆表示又不是買燒餅油條，誰能僅憑一個小紙條「誰辦事誰放心」就登基，詔書都有層層關卡審核多人檢閱，比喻「你辦事，我放心」事件，此外電影上映時的1982年底前華國鋒已經落選政治局委員徹底失勢，完全退出中共中央領導層。

## 人物角色
| 角色名稱 | 演員        | 粵語配音 | 備註       |
| -------- | ----------- | -------- | ---------- |
| 乾隆     | 劉永        | 黃志成   |            |
| 劉墉     | 李昆        | 周永光   |            |
| 鄂容安   | 姜南        | 金貴     |            |
| 小紅     | 惠英红      | 雷碧娜   | 無辜民女   |
| 龍潭     | 秦煌        | 周永光   | 義氣乞丐   |
| 思安     | 韓國材      | 馮永和   | 義氣乞丐   |
| 花和尚   | 谷峰        | 陳曙光   |            |
| 吃八方   | 王沙        | 馮永和   | 丐幫首領   |
|          | 詹森 (演員) | 黃子敬   | 黑店老闆   |
|          | 劉慧玲      | 譚淑英   | 黑店老闆娘 |
| 四老爺   |             | 關子楝   | 道長       |